# Kniv
En kniv er oftest et håndredskab til at skære eller snitte] med. Grundlæggende fungerer en knivs klinge ved at geare/koncentrere en kraft over på knivens skarpe kant. Denne egenskab deler kniven med andre redskaber, der har skarpe kanter eller er spidse.
En knivs egenskab til at skære kaldes dens skarphed, som kan øges ved at slibe knivens æg, eller ændre på dens geometri f.eks. ved hjælp af takker.
Specialiserede knive bruges til forskellige formål. Knive fremstillet til kamp kaldes ofte en daggert og indbefatter bl.a. rondeldolk og nyredolk. Andre knive er fremstillet til at snitte grøntsager, skære brød (brødknive) eller til at udhule træ til f.eks. træsko eller skeer. Nogle knive har et blad, der kan foldes ind i håndtaget, de kaldes foldeknive eller lommeknive. I denne kategori findes talrige multiværktøjer med kniv, skruetrækker, sav, proptrækker og lignende. Schweizerkniven er et berømt eksempel på den kniv.

## Lov i Danmark
I Danmark er det generelt ikke tilladt at bære eller besidde nogen form for kniv på et offentligt sted. Der er nogle undtagelser som for eksempel for brug ved jagt, lystfiskeri eller sportsudøvelse.